# Nofollow
Nofollow es el valor de un atributo en código HTML para que los motores de búsqueda no tengan en cuenta los enlaces externos. Originalmente se usaba en la etiqueta meta y se puede seguir utilizando si se desea que no se siga ningún enlace de dicha página.
```
<
meta
 
name
=
"robots"
 
content
=
"nofollow"
>

```

Más tarde se ideó poder hacer lo mismo para enlaces independientes, y sin importar si son externos o no.
```
<
a
 
href
=
"http://ejemplo.net/"
 
rel
=
"nofollow"
>
enlace
</
a
>

```

La especificación del atributo rel="nofollow" está sujeta a derechos de autor (2005–2007) por parte de sus autores originales, pero se encuentra cubierta por políticas de patentes libres de regalías, como las de W3C (Política de Patentes 20040205) y la IETF según las RFC 3667 y RFC 3668.
El origen de rel="nofollow" individual se remonta a 2005 y fue diseñado por Matt Cutts (Google) y Jason Shellen (Blogger) con la finalidad de evitar el spamdexing, sobre todo para reducir este tipo de spam en los comentarios de los blogs.

## Impacto
Al poco tiempo de salir a la luz, todas las plataformas de blogs y webs tan importantes como la Wikipedia adoptaron la medida de implantar el atributo rel="nofollow" en sus enlaces salientes, de esta manera se evitó que la gente acudiera a páginas con un alto tráfico de visitas y Pagerank para conseguir referencias a su sitio.
Aunque ha podido reducir el spam en cierto sentido, lo cierto es que la práctica de enviar comentarios masivos a los blogs y webs sigue vigente, principalmente porque hay algo que siempre se transmite: el tráfico y visitas que una web puede obtener a través de los backlinks. Además, en la actualidad el atributo nofollow ha pasado a ser una herramienta usada habitualmente en las técnicas Search Engine Optimization.
El 1 de marzo de 2020, Google comenzó a utilizar el atributo nofollow en los enlaces como una pista para fines de rastreo e indexación, debido al abuso que se hacía del mismo y la comercialización (pedir dinero a las páginas web interesadas a cambio de un valor dofollow). A cambio presentó los atributos UGC y Sponsored. Dicha medida se anunció en septiembre de 2019. Pese a las advertencias de Google de que dicho cambio no generará un gran impacto, y que de momento solo afecta al motor de búsqueda de Google, se desconocen las consecuencias de dicho cambio.

## Preguntas frecuentes sobre el REL NO FOLLOW[13]

### ¿Qué significa un enlace nofollow?
Un enlace nofollow es un hipervínculo que lleva una etiqueta especial (rel=»nofollow») que indica a los motores de búsqueda, como Google, que no deben seguir ese enlace para pasar autoridad o «link juice» a la página de destino. En otras palabras, es como decirles a los buscadores: «No le des importancia a este enlace para el posicionamiento».

### ¿Cómo conseguir enlaces nofollow?
Normalmente, no «consigues» enlaces nofollow activamente. Son los sitios web que enlazan hacia ti los que deciden si poner o no esa etiqueta. Sin embargo, puedes:
- Pedir a otros sitios que te enlacen con nofollow: Si tienes una buena relación con otros sitios web, puedes solicitarles que te enlacen con nofollow si no quieres que te pasen demasiada autoridad.
- Generar contenido de calidad: Si creas contenido valioso y útil, es más probable que otros sitios quieran enlazar hacia ti, incluso con nofollow, para recomendar tu contenido a sus usuarios.

### ¿Cómo saber si un enlace es follow o no follow?
- Revisando el código HTML: Si puedes ver el código fuente de una página, busca la etiqueta del enlace. Si tiene el atributo rel=»nofollow», es un enlace nofollow.
- Usando herramientas de SEO: Muchas herramientas de SEO te permiten analizar los backlinks de un sitio web y te indican si son follow o nofollow.

### ¿Qué son los enlaces follow y nofollow?
- Enlaces follow: Son los enlaces normales, sin ninguna etiqueta especial. Los motores de búsqueda siguen estos enlaces y pasan autoridad a la página de destino.
- Enlaces nofollow: Como ya hemos explicado, son enlaces que llevan la etiqueta rel=»nofollow» y los motores de búsqueda no los siguen para pasar autoridad.

### ¿Qué pasa si un enlace DoFollow cambia a ser uno NoFollow?
Si un enlace pasa de ser dofollow a ser nofollow, Google dejará de seguir dicho enlace, y no rastreara más la página de destino de dicho enlace, esto no significa que la desindexe, solo que no pasará mas por dicha página.

### ¿Qué pasa si un enlace NoFollow pasa a ser uno DoFollow?
Si un enlace pasa de ser nofollow a ser dofollow, Google empezará a seguir dicho enlace, rastreando la página de destino de dicho enlace.

### ¿Cómo hacer enlaces nofollow?
Para hacer un enlace nofollow, debes agregar el atributo rel=»nofollow» a la etiqueta del enlace en el código HTML. Por ejemplo:
- HTML
- Enlace nofollow

### ¿Por qué utilizar nofollow?
- Evitar el spam: Para evitar que los spammers obtengan enlaces de baja calidad hacia sus sitios web.
- Proteger la privacidad: Para evitar que los motores de búsqueda rastreen ciertos enlaces.
- Controlar la transferencia de autoridad: Para limitar la cantidad de autoridad que se pasa a otras páginas.

## Uso avanzado en sitios web
Plataformas como WordPress, a partir de la versión 1.5, aplican automáticamente el atributo rel="nofollow" a los enlaces enviados por los usuarios, como los que aparecen en los comentarios o en el nombre del autor. No obstante, existen extensiones gratuitas que permiten eliminar este atributo. Algunos sistemas de gestión de contenido más sofisticados aplican o eliminan nofollow de forma dinámica, dependiendo del nivel de confianza del usuario (por ejemplo, miembros antiguos o con buena reputación) o del estado de la página (nueva vs. estable).
También se ha usado el atributo para modificar el flujo interno de PageRank en una página web — práctica conocida como PageRank sculpting. Esta técnica consiste en colocar nofollow en enlaces internos hacia páginas consideradas de bajo valor SEO, como «Contacto», «Términos y condiciones», «Política de privacidad», etc. Aunque Google nunca ha recomendado explícitamente esta técnica, algunos webmasters la han adoptado. Google ha indicado que esta práctica no redistribuye el PageRank, sino que simplemente lo reduce.
Algunos empleados de Google, como Adam Lasnik, han sugerido que existen formas más eficaces de guiar el rastreo (como la jerarquía de clics) en lugar de depender del atributo nofollow.
Incluso YouTube, propiedad de Google, aplica nofollow en ciertos enlaces internos como los de ayuda o para compartir contenido.